# ГЕС-ГАЕС Сан-Фіорано
ГЕС-ГАЕС Сан-Фіорано (італ. Centrale di S. Fiorano) — гідроелектростанція на півночі Італії, яка використовує ресурс зі сточища Ольо (ліва притока По, що належить до басейну Адріатичного моря).
Накопичення ресурсу для роботи станції здійснюється у декількох водосховищах на лівобережжі Ольо (західний схил Адамелло-Пресанелла Альп). Нижнім з них є озеро d'Arno, рівень води в якому підняли ще у 1927 році для роботи іншої гідроенергетичної схеми (ГЕС Ізола та інші). Тут звели комбіновану муровану та бетонну греблю висотою 40 метрів та довжиною 159 метрів, яка дозволила збільшити об'єм з 19 до 38 млн м3 (корисний об'єм 36,6 млн м3). З d'Arno зв'язаний цілий ряд розташованих вище водойм, які доводять загальну місткість системи до 71 млн м3.
Для роботи станції в режимі гідроакумуляції в долині Ольо створили штучний нижній резервуар Шаніка-ді-Селлеро об'ємом 600 тис. м3, при цьому різниця у рівнях води з озером д'Арно становить від 1362 до 1440 метрів.
Від д'Арно до машинного залу веде дериваційний тунель довжиною 4,1 км та діаметром 3,6 метра, який після верхнього балансуючого резервуару переходить у два напірні водогони довжиною по 2,2 км.
Машинний зал, споруджений у підземному виконанні, має розміри 96х19 метрів та висоту 65 метрів. Доступ до нього здійснюється через тунель довжиною 0,66 км. Тут встановлено чотири турбіни типу Пелтон загальною потужністю 560 МВт, дві з яких працюють у складі гідроагрегатів, що включають також мотор-генератори та насоси загальною потужністю 210 МВт. Це обладнання забезпечує виробництво 318 млн кВт·год електроенергії на рік внаслідок природного притоку та планове виробництво понад 250 млн кВт·год в режимі гідроакумуляції.
Відпрацьована вода спрямовується до тунелю довжиною 0,6 км, з якого, окрім нижнього резервуара, може також подаватись у дериваційний тунель від ГЕС Чедеголо до ГЕС Чивідате.
Зв'язок з енергосистемою здійснюється по ЛЕП, що працює під напругою 380 кВ.